# Depo Nəriman Nərimanov
Depo Nəriman Nərimanov je jediným depem bakinského metra a nachází se v městské části Nərimanov. Depo Nərimanov slouží pro vlaky vypravované na linky 1 a 2. V provozu je od roku 1967. Rozkládá se na ploše cca 18,6 ha.
Spojovací trať do depa Nərimanov se od trati linek 1/2 odděluje za stanicí Nəriman Nərimanov. Na spojce byla 28. března 1979 otevřena stanice Bakmil.

## Historie
Dne 14. června 1951 byl schválen projekt první etapy stavby metra v Baku, který zahrnoval výstavbu depa a úseku Bakı Soveti – Nəriman Nərimanov. Po smrti Josifa Stalina rozhodla Rada ministrů SSSR o pozastavení investic. Stavební práce však byly obnoveny v roce 1961 poté, co byly získány finanční prostředky z ústředního rozpočtu. Stavba prvního úseku metra byla dokončena na podzim 1967, kdy 5. října vyjel z depa Nərimanov první vlak metra. Depo bylo slavnostně otevřeno 6. listopadu 1967.

## Vozový park
Stav k 10. dubnu 2021.
| Obrázek | Typ      | Počet vozů |
| ------- | -------- | ---------- |
|         | 81-760B  | 6          |
| 81-761B | 6        |            |
| 81-763B | 3        |            |
|         | 81-765B  | 24         |
| 81-766B | 36       |            |
|         | 81-717.5 | 92         |
| 81-714  | 163      |            |